# Campeonato Mundial de Luge de 1977
O Campeonato Mundial de Luge de 1977 foi a 17ª edição da competição e foi disputada entre os dias 19 e 20 de fevereiro em Innsbruck, Áustria.

## Medalhistas
| Evento                        | Ouro                                         | Prata                                    | Bronze                                      |
| Individual masculino detalhes | DDR Hans Rinn                                | DDR Hörst Müller                         | FRG Anton Winkler                           |
| Individual feminino detalhes  | DDR Margit Schumann                          | URS Vera Sozulia                         | AUT Margit Graf                             |
| Duplas detalhes               | DDR Alemanha Oriental Hans Rinn Norbert Hahn | ITA Itália Peter Gschnitzer Karl Brunner | AUT Áustria Hans Brandner Balthasar Schwarm |

## Quadro de medalhas
| Ordem | País               |   |   |   |   |
| 1     | Alemanha Oriental  | 3 | 1 |   | 4 |
| 2     | Itália             |   | 1 |   | 1 |
| 2     | União Soviética    |   | 1 |   | 1 |
| 4     | Alemanha Ocidental |   |   | 2 | 2 |
| 5     | Áustria            |   |   | 1 | 1 |